# Centroglossa glaziovii
Centroglossa glaziovii é uma espécie de orquídea (Orchidaceae) do Estado do Rio de Janeiro e do Estado de São Paulo.